# Charles Jencks
Charles Jencks (Baltimora, 21 giugno 1939 – Londra, 13 ottobre 2019) è stato un architetto del paesaggio statunitense.

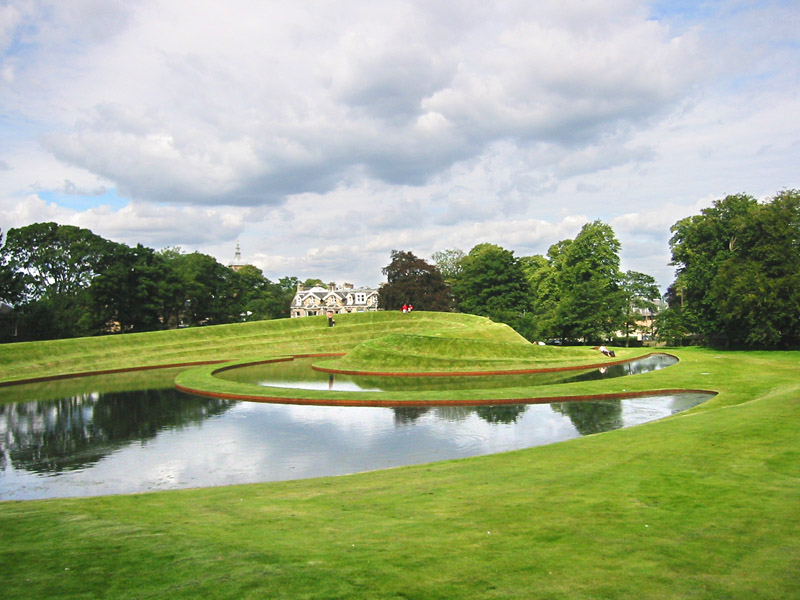
La sistemazione del giardino della Galleria Nazionale d'Arte Moderna della Scozia a Edimburgo

Le sue opere sulla storia e sulla critica del modernismo e postmodernismo sono stati presi in grande considerazione nei circoli architettonici ed al di fuori. È stato il principale teorico dell'Architettura postmoderna.
Di origini scozzesi, studiò letteratura britannica presso l'università di Harvard, in seguito ottenendo una laurea magistrale in architettura presso la Graduate School of Design nel 1965. Inoltre conseguì un dottorato di ricerca in storia dell'architettura presso lo University College di Londra.
Jencks fu alunno degli storici dell'architettura Sigfried Giedion e Reyner Banham.
Alcuni suoi libri sono disponibili anche in italiano: "Il significato in architettura" (Dedalo, 1992), "Le Corbusier e la rivoluzione continua in architettura" (Jaka Book, 2002) e "Storia del Post-modernismo" (Postmedia Books, 2014).
Durante gli anni sessanta si trasferì in Scozia, dove continuò a lavorare.